# Azerbaijan Tower
Azerbaijan Tower — хмарочос, який планується збудувати в місті Баку (точніше — у його передмісті на узбережжі Каспійського моря), Азербайджан. Висота не менш ніж 189-поверхового хмарочосу складе не менше 1050 метрів. Планувалося розпочати будівництво в 2013 і завершити до 2020 року (Azerbaijan Tower є частиною великого проекту з будівництва штучних островів і т.ін.), але станом на 2021 рік ведуться лише підготовчі роботи.
Після завершення будівництва цей хмарочос стане найвищим хмарочосом у світі. Також це, ймовірно, буде найвищий у світі готель, найвища у світі офісна будівля, найвища у світі житлова будівля.

## Опис
Президент азербайджанської групи компаній «Авеста», яка займається будівництвом «Каспійських островів», Ібрагім Ібрагімов заявив, що висота будівлі, в которій буде 189 поверхів, складе 1050 метрів.
Станом на 2021 рік деякі спеціалісти ввжають, що башту добудують лише до 2030-х років.